# Dave Roelvink
Dave Roelvink (Amsterdam, 13 maart 1994) is een Nederlands model, dj en mediapersoonlijkheid. Roelvink kreeg vooral naamsbekendheid als zoon van zanger Dries Roelvink. Daarnaast is hij bekend van verschillende televisieprogramma's waaronder het RTL 5 programma Expeditie Robinson.

## Levensloop

### Beginjaren
Roelvink werd geboren in Amsterdam, hij is de zoon van volkszanger Dries Roelvink. In het gezin is Dave de middelste, hij heeft nog een oudere zus en een jongere broer, Donny Roelvink.

### Carrière
Op 16-jarige leeftijd wordt Roelvink op straat aangesproken door een modelscout. Sindsdien verscheen Roelvink op verschillende covers van glossy’s en liep hij mee in de modeshows van Tommy Hilfiger.
In 2012 verscheen Roelvink voor het eerst op televisie in het programma Fort Boyard. Later die jaren was Roelvink te zien in de SBS6 programma’s Welkom bij de Kamara's en Sterren Springen op Zaterdag, bij het laatst genoemde programma moest Roelvink verplicht het programma verlaten vanwege een blessure die hij tijdens het programma opgelopen heeft.
In het voorjaar van 2015 was Roelvink samen met zijn vader Dries en de rest van het gezin te zien in hun eigen programma De Roelvinkjes. Voor het programma bracht Roelvink samen met zijn vader de single Samen Door Het Leven uit, deze wist de achtste plek in de Oranje Top 30 te behalen. Sinds 2015 is Roelvink actief als DJ met verschillende muziekstijlen zoals Bubbling, Moombahton en Eclectic. In 2016 was Roelvink te zien in Expeditie Robinson, hij werd als zesde kandidaat weggestemd. Aan het einde van 2016 kreeg Roelvink wederom een eigen televisie programma met de naam Dave het huis uit, dit programma bestond uit tien afleveringen en was alleen via het online platform van RTL, genaamd RTL XL te bekijken.
Begin 2017 was Roelvink te zien in de RTL 4 programma's Alles mag op zondag en De Jongens tegen de Meisjes. Ook was Roelvink samen met zijn broertje Donny te zien in wederom een eigen programma met de naam De Roelvinkjes: Dave en Donny doen zaken, hierin slaan de broers de handen in elkaar om een eigen zaak te starten. Ook vader Dries was in dit programma weer van de partij. Aan het einde van 2017 was Roelvink te zien in de programma's Risky Rivers en Een goed stel hersens. In juli 2018 kreeg Roelvink zijn eigen programma met zijn oma onder de naam Dave en Dien op Ibiza, dit was exclusief op Videoland te zien was. Twee maanden later verscheen op Videoland de serie Dave en Donny op expeditie, hierin is te zien hoe Roelvink zijn jongere broertje klaarstoomt voor zijn deelnamen aan Expeditie Robinson. Roelvink deed namelijk zelf in 2016 mee. In september 2018 keerde Roelvink terug met zijn familie in het programma De Roelvinkjes: Effe geen cent te makken, hierin ging de familie een maand lang in de bijstand leven om zich in te zetten voor de stichting Kinderen van de Voedselbank. Dit is het eerste programma over de familie Roelvink die op SBS6 wordt uitgezonden.

### Privéleven
Op 30 oktober 2021 werd hij vader van een zoon genaamd Dean Roelvink. Op 27 december 2023 maakte hij en Jazzlyn, de moeder van zijn zoon, bekend dat ze uit elkaar zijn.  Sinds augustus 2024 heeft Roelvink een relatie met Marijn Kuipers.

#### Opspraak
In 2014 kwam Roelvink in opspraak in het nieuws vanwege het lekken van een sekstape, waarop te zien is dat Roelvink oraal wordt bevredigd door een vrouw. Het filmpje is gemaakt op een feestje van de desbetreffende vrouw, waar Roelvink met een groep vrienden was. Na het lekken van de sekstape kwam Roelvink ook in het nieuws dat hij en zijn vrienden op datzelfde feestje voor tienduizenden euro’s aan spullen had gestolen, waaronder juwelen en iPads. Er volgde een rechtszaak die tot eind 2016 duurde. Roelvink kreeg uiteindelijk een taakstraf van 150 uur, deze heeft hij uitgediend bij een bejaardentehuis.
In 2018 kwam Roelvink opnieuw in opspraak, ditmaal vanwege rijden onder invloed. Na een achtervolging bleek later op het politiebureau dat hij tweeënhalf keer de toegestane hoeveelheid alcohol had gedronken en werd zijn rijbewijs ingenomen. Op 7 november werd Roelvink schuldig bevonden en veroordeeld tot een taakstraf van 40 uur.

## Filmografie

### Televisie
| Televisie in eigen programma's | Televisie in eigen programma's           | Televisie in eigen programma's                                                |
| Jaar                           | Productie                                | Opmerkingen                                                                   |
| ------------------------------ | ---------------------------------------- | ----------------------------------------------------------------------------- |
| 2015, 2023-heden               | De Roelvinkjes                           | Realityserie met zijn vader Dries en broertje Donny                           |
| 2016                           | Dave het huis uit                        | Realityserie waarin Dave op zoek gaat naar een eigen huis                     |
| 2017                           | De Roelvinkjes: Dave en Donny doen zaken | Realityserie waarin Dave samen met zijn broertje Donny een eigen zaak starten |
| 2018                           | Dave en Dien op Ibiza                    | Realityserie met zijn oma Dien                                                |
| 2018                           | Dave en Donny op expeditie               | Realityserie waarin Dave Donny klaarstoomt voor Expeditie Robinson            |
| 2018                           | De Roelvinkjes: Effe geen cent te makken | Realityserie met zijn familie                                                 |
| 2019                           | De Roelvinkjes: Passen op de winkel      | Realityserie met zijn familie                                                 |
| Televisie als deelnemer        |                                          |                                                                               |
| Jaar                           | Productie                                | Opmerkingen                                                                   |
| 2012                           | Fort Boyard                              | Vormde een team met André Hazes jr., Roxeanne Hazes en Oscar Kazàn            |
| 2013                           | Welkom bij de Kamara's                   | Programma in Afrika                                                           |
| 2014                           | Sterren Springen op Zaterdag             | Roelvink moest in de derde aflevering verplicht stoppen                       |
| 2015                           | The Passion                              | Speelde de rol van Barabbas                                                   |
| 2016                           | Expeditie Robinson                       | Deelnemer aan het zeventiende seizoen                                         |
| 2017                           | Alles mag op zondag                      | Team Gerard samen met Jessie Jazz Vuijk                                       |
| 2017                           | De Jongens tegen de Meisjes              | Team Tijl - Verliezende team                                                  |
| 2017                           | Risky Rivers                             | Samen met Kim Feenstra in Oeganda                                             |
| 2017                           | Een goed stel hersens                    | Vormde een team met Anna Nooshin                                              |
| 2017                           | Celebrity City Trip                      | Samen met Patty Brard                                                         |
| 2018                           | 24 Uur Mandekking                        | SBS6                                                                          |
| 2019                           | De Gordon tegen Dino Show                | SBS6                                                                          |
| 2021                           | The Big Balance                          | SBS6                                                                          |
| 2021                           | Het Jachtseizoen                         | SBS6                                                                          |
| 2021                           | Special Forces VIPS                      | Videoland                                                                     |
| 2022                           | Marble Mania                             | Samen met zijn vader en broertje                                              |
| 2022                           | De Verraders Halloween                   | Als Verrader, viel als tweede af                                              |
| 2022                           | Code van Coppens: De wraak van de Belgen | Met Donny Roelvink                                                            |
| 2023                           | The Big Bang                             | Met Donny Roelvink                                                            |

### Film
- 2014: De overgave, als sexy houthakker
- 2021: Just Say Yes, als kapitein Daan

## Discografie

### Singles
| Single met eventuele hitnotering(en) in de Nederlandse Top 40 | Datum van verschijnen | Datum van binnenkomst | Hoogste positie | Aantal weken | Opmerkingen                           |
| ------------------------------------------------------------- | --------------------- | --------------------- | --------------- | ------------ | ------------------------------------- |
| Tequila                                                       | 2018                  | -                     |                 |              | met FMG / Nr. 74 in de Single Top 100 |